# Insomnia (Faithless)
Insomnia is een nummer van de Britse dancegroep Faithless, afkomstig van het album Reverence uit 1996. Op 27 november 1995 werd het nummer op single uitgebracht.

## Achtergrond
De single werd wereldwijd een hit en bereikte in Faithless' thuisland het Verenigd Koninkrijk de 3e positie in de UK Singles Chart. In Ierland werd de 3e positie bereikt, Duitsland de 2e,  Australië de 16e, Nieuw-Zeeland de 39e, Verenigde Staten de 62e, Canada de 6e en in de Eurochart Hot 100 de 3e positie.
In Nederland werd de single veel gedraaid op de landelijke radiozenders en behaalde de 12e positie in de Nederlandse Top 40 op Radio 538 en de 13e positie in de Mega Top 50 op Radio 3FM.
In België bereikte de single de 47e positie in de Vlaamse Ultratop 50 en de 37e positie in de Waalse  Ultratop 50. In de Vlaamse Radio 2 Top 30 werd géén notering behaald.
In de Amerikaanse 'Dance/Club'-hitlijst werd het een nummer 1-hit. Het nummer is inmiddels meerdere keren gebruikt voor een remix, en nog steeds wordt het regelmatig in disco's gedraaid. Insomnia wordt nog altijd gezien als hét nummer van Faithless, en is tegenwoordig een danceklassieker.
Het nummer werd door meerdere artiesten gecoverd waaronder Enter Shikari en Sylver.

## Trivia
De single werd vanaf seizoen 1995-1996 gebruikt als opkomst tune bij thuiswedstrijden van Roda JC Kerkrade, zowel in het oude stadion Gemeentelijk Sportpark Kaalheide als vanaf september 2000 in het huidige Parkstad Limburg Stadion.

## NPO Radio 2 Top 2000
| Nummer met noteringen in de NPO Radio 2 Top 2000 | '12  | '13 | '14 | '15 | '16 | '17 | '18 | '19 | '20 | '21 | '22 | '23 | '24 |
| ------------------------------------------------ | ---- | --- | --- | --- | --- | --- | --- | --- | --- | --- | --- | --- | --- |
| Insomnia                                         | 1332 | 778 | 346 | 258 | 226 | 181 | 310 | 333 | 270 | 255 | 240 | 189 | 169 |

1. ↑  Een vetgedrukt getal geeft de hoogste notering aan.
2. ↑  2012 was het eerste jaar met een notering voor dit nummer.